# Пайл, Энди
Энди Пайл (англ. Andy Pyle; род. 1945, Лутон) — британский бас-гитарист и автор песен, известный по выступлениям в целом ряде известных британских рок-групп: Blodwyn Pig (1968—1971), Savoy Brown (1972—1974), The Kinks (1976—1978), Wishbone Ash (1986—1987, 1991—1993). Много работал как сессионный музыкант. Как отмечено на Allmusic, Пайл «никогда не был далёк от людей, которые стали знаменитостями, хотя он никогда не смог достичь такого уровня признания сам»

## Биография
Весной 1962 года, еще учась в школе и не имея музыкального образования, Энди купил свою первую бас-гитару после того, как вызвался играть с The Statesmen на их предстоящем дебютном выступлении. Он был на их репетиции несколькими днями ранее, когда три гитариста в группе решили, что им нужен басист, но не могли договориться, кто из них должен это сделать. В течение следующих четырех лет Энди играл с несколькими местными группами, включая Johnny Starr и The Midnights. Затем он играл в Yenson’s Trolls, куда входили гитарист Мик Абрахамс и барабанщик Клайв Банкер. В ту пору скиффл как любимая музыка британской молодёжи был вытеснен рок-н-роллом. Однако, будучи подающим надежды молодым музыкантом, он больше тяготел к блюзу, чем к рок-н-роллу.
В 1966 году Мик, Клайв и Энди переехали в Манчестер, где Энди в силу своей тяги к блюзу присоединился к Victor Brox Blues Train, а два его бывших товарища по группе присоединились к Toggery Five. Однако уже через год они снова были вместе в Лутоне и создали группу McGregor’s Engine вместе с певцом и гитаристом Питером Фенсомом, который взял на себя роль баса, когда Энди присоединился к «The Wages Of Sin». В 1967 году Абрахамс и Банкер присоединились к группе певца и флейтиста Иэна Андерсона John Evan Band, куда вошёл басист Гленном Корником, вскоре они изменили название на Jethro Tull.
Пайл продолжал играть с местными группами, но вскоре Абрахамс после выхода первого альбома This Was, покинул Jethro Tull и создал Blodwyn Pig, куда также вошли Энди Пайл (бас-гитара), Джек Ланкастер (саксофон) и Рон Берг (ударные). Группа просуществовала 2 года и выпустила 2 альбома «Ahead Rings Out» и «Getting To This».
После распада Blodwyn Pig Пайл присоединился к Juicy Lucy, играл Микки Муди (который позже войдёт в состав Whitesnake) и Savoy Brown. Он также сделал некоторые сессионные работы в этот период, включая игру на басу на альбоме Рода Стюарта «Every Picture Tells a Story» (1971), одном из самых продаваемых (и наиболее признанных критиками) альбомов начала 1970-х годов, сочетавших рок и R&B и, вероятно, данная запись с его участием наиболее широко известна (кроме его записей с The Kinks).
В 1975—1976 году Пайл провёл год, записывая и играя с гитаристом Элвином Ли, бывшим участником Ten Years After. Он играет на первом сольном альбоме Ли, Pump Iron с бывшими музыкантами King Crimson, Бозом Барреллом на басу, Иэном Уоллесом на барабанах и Мелом Коллинзом на саксофоне. И в том же году он принял участие в концептуальном альбоме Peter and The Wolf Джека Ланкастера и Робина Ламли с музыкантами разных горизонтов: Элвин Ли, Гэри Мур и Джон Гудсолл на гитаре, Перси Джонс и Дэйв Марки на басу, Брайан Ино, Манфред Манн на синтезаторах, Билл Бруфорд и Фил Коллинз на барабанах, Стефан Грапелли на скрипке и др.
В конце 1976 года Пайл прослушивался на должность басиста в The Kinks, сменив Джона Далтона после семи лет преданной службы. The Kinks, без сомнения, самая поп-рок-группа, с которой он работал, и его пребывание в должности было успешным, поскольку Пайл участвовал в альбомах Sleepwalker, где он играет только на одной песне Mr. Big Man и Misfits, где он присутствует на 9 из 10 песен, прежде чем уйти с клавишником Джоном Гослингом. Эти двое образовали эфемерную группу, первоначально называвшуюся United (с будущим гитаристом Iron Maiden Деннисом Стрэттоном), а затем Network.
Его работа с ними была недолгой, так как тогда его пригласил к себе Гэри Мур, с которым он ранее работал сессионным музыкантом, чтобы присоединиться к своей группе в серии концертов, записи с которых вошли в альбом Live at the Marquee. Затем Пайл сотрудничал с Стэном Уэббом, сначала в Chicken Shack, а затем также в группе Speedway.
В 1985 году он выпустил свой единственный сольный альбом под названием «Barrier Language», который остался практически незамеченным. В середине 1980-х он вернулся к Мику Абрахамсу и Клайву Банкеру в Blodwyn Pig, где в то время также играл легендарный саксофонист Дик Хекстолл-Смит, приняв участие о очередном туре группы.
После ухода Мервина Спенса Пайлу предложили вакантную должность басиста в Wishbone Ash в начале 1986 года. Последовал интенсивный гастрольный период, включая выступления в России в 1987 году, прежде чем Пайл покинул группу, так как Wishbone Ash решили воссоединиться в первоначальном составе. Однако Энди Пауэлл и Пайл оставались близкими друзьями и продолжали работать над песнями. Пайл также является соавтором заглавного трека альбома «Strange Affair». Несмотря на то, что он играл все, от традиционного рока до хард-рока, он предпочитает блюз и даже успел выступить на сессиях Кэри Белла и Нэппи Браун в 1980-х годах.
Вместе с Берни Марсденом он был частью группы Green & Blue All-Stars, а в 1989 году снова присоединился к Гэри Муру, на этот раз в составе Midnight Blues Band, и появился на альбоме «Still Got The Blues» в 1990 году. Он провел большую часть начала и середины 1990-х годов, работая с Муром.
В 1991 году Пайл присоединился к Wishbone Ash после второго раскола Мартина Тёрнера с группой. Не покидая группу, в 1991 и 1992 году он гастролировал с Гэри Муром. Концерты Wishbone Ash с его участием вошли в фильм The Ash Live in Chicago 1992 года. В 1994 году он покинул Wishbone Ash и ещё раз вошёл в состав Blodwyn Pig, приняв участие в записи альбома «I Wonder Who song on the album Lies».
В 2002 году Пайл сыграл альбоме Кена Хенсли «Running Blind». Он также выступил на концерте с Кеном Хенсли и Джоном Уэттоном, который был снят и записан для DVD-релиза «More Than Conquerors» в 2002 году.
С 2002 года Энди сосредоточился на студийной работе, что привело к созданию The RollBand.